# Хохряков, Павел Данилович
Па́вел Дани́лович Хохряко́в (17 июня 1893, Вятский уезд, Вятская губерния — 17 августа 1918, Крутиха, Россійское государство) — участник Гражданской войны в России, матрос Балтийского флота, революционер, большевистский деятель.

## Биография
Родился в крестьянской семье 17 июня 1893 года в деревне Хохряковской Вятской губернии. Для прохождения воинской службы был призван в Российский императорский флот, попал на Балтийский флот и служил кочегаром на старом учебном линкоре (броненосце) «Император Александр II». В РСДРП с 1916 года. После февральской революции — агитатор Кронштадтского Совета и председатель судового комитета РСДРП(б) линкора «Заря свободы» (так был переименован «Император Александр II»). При прямом вмешательстве корабельного совета были убиты капитан первого ранга линкора «Император Александр II» Н. И. Повалишин и несколько офицеров.
В августе 1917-го с группой моряков направлен ВЦИКом на Урал; член исполкома Екатеринбургского Совета. С октября 1917 — начальник штаба Красной гвардии Екатеринбурга.
После возвращения из Тобольска Хохряков был направлен в Красную армию. Под его началом была сформирована «Карательная экспедиция Тобольского направления» общей численностью до шестисот бойцов при 27 пулемётах и двух орудиях. «Экспедиция» вышла из Екатеринбурга летом 1918 года для борьбы с зарождающимися белогвардейскими отрядами и восставшим Чехословацким корпусом, прихватив с собой одиннадцать заложников из числа бывших офицеров, жандармов и священнослужителей.
За епископа Тобольского и Сибирского Гермогена Павел Хохряков потребовал выкуп в 100 000 рублей, однако собрать такую сумму священнослужителям было не под силу. Областной совнарком, поторговавшись, уменьшил сумму выкупа до десяти тысяч рублей. Деньги при помощи местного духовенства были получены от коммерсанта Д. И. Полирушева и переданы властям. Хохряков дал расписку в получении денег, но вместо того, чтобы отпустить епископа, власти арестовали членов делегации (протоиерея Ефрема Долганова, священника Михаила Макарова и Константина Минятова), которых позже убили.
Задачами «Карательной экспедиции Тобольского направления» были очищение от врагов советской власти областей к северу от Тюмени, вдоль берегов реки Туры. Экспедиция окончилась неудачно. В момент неудачных для «экспедиции» боевых действий Павел Хохряков лично дал распоряжение об уничтожении всех взятых с отрядом заложников 29 июня 1918 года на пароходе «Ока». Епископа Гермогена и священника Корелина утопили 29 июня в реке Туре.
Хохряков лично участвовал в боях. Он погиб 17 августа 1918 года в бою с наступающими чешскими легионерами за станцию Крутиха (совр. Свердловская область). Очевидец его гибели так описал этот момент: 

Поднявшись на насыпь железнодорожного полотна, размахивая маузером, он зычно закричал алапаевцам «вперёд!» пересыпая свои приказания крепкими матросскими выражениями. Вдруг Хохряков как-то неловко и резко повернулся и, хватая ртом воздух, упал на линию между рельс. Я понял, что он ранен и, громко крикнув по цепи «санитара», пополз к Хохрякову. Хохряков лежал вниз лицом, раскинув руки. Я начал его осторожно переворачивать, чтобы стащить с насыпи. Хохряков открыл на миг глаза, вопросительно посмотрел на меня, попытался что-то сказать, но не мог. Он с трудом выдохнул одно слово: «Не надо». Взор его помутился.
Отступая, красноармейцы забрали тело командира с собой.
П. Д. Хохряков был похоронен в Перми, в сквере перед Оперным театром, вместе с С. С. Большаковым и П. М. Светлаковым. Над могилой был сооружен памятник авторства художника Н. М. Гущина. В декабре 1918 г. после взятия города колчаковцами памятник был взорван, могила разрушена. По сведениям полковника М. К. Дитерихса, тела были выкопаны и выброшены в ассенизационные поля. Сохранилась фотография перезахоронения жертв колчаковщины в Перми в 1920 году. На фотографии изображен митинг в сквер около Оперного театра и Гостиного двора, добавлена надпись «Похороны тов. вырытых белогвардейцами и брошен. в свалочные места».

## Разное
Полковник М. К. Дитерихс, расследовавший убийство царской семьи, в том числе приписывал П. Д. Хохрякову убийство арестованной графини А. В. Гендриковой в Перми в сентябре 1918 года. Но убийство произошло уже позже гибели Хохрякова.

## Память
- Именем Хохрякова был назван речной пароход, который, отработав свой срок, после списания стал первым в мире Плавучим силикальцитным заводом..
- Именем Хохрякова названы улицы в:
  - Екатеринбурге,
  - Санкт-Петербурге,
  - Перми[14],
  - Серове[15]
  - Тюмени[16]
  - Тобольске.

Именем однофамильцев П. Д. Хохрякова названы улицы в других городах.
- В Екатеринбурге на здании по адресу Ленина, дом 20 был установлен барельеф П.Д.Хохрякова[17][18], пропавший при пристраивании здания Корин-центра.
- 2 июля 1969 года на месте погребения, в сквере Пермского театра оперы и балета, установлен бюст П. Д. Хохрякову работы скульптора А. А. Уральского[19].
- В честь Хохрякова названо месторождение нефти в Ханты-Мансийском автономном округе.
- Имя Павла Хохрякова носили два тральщика и один сторожевой корабль ВМФ СССР и один пограничный сторожевой корабль КГБ СССР.

## Комментарии
1. ↑  Деревня Хохряковская (Вожгальская бол., Больше-Вожгальская, Большая Хохряковщина), относившаяся к Вожгальской волости Вятского уезда, в последующем входила в состав Верхобыстрицкого сельсовета Вожгальского района; не сохранилась, ныне — территория Кумёнского района Кировской области[3].